# Bunton
Bunton is een bestuurslaag in het regentschap Cilacap van de provincie Midden-Java, Indonesië. Bunton telt 5493 inwoners (volkstelling 2010).